# Solleveld & Kapittelduinen

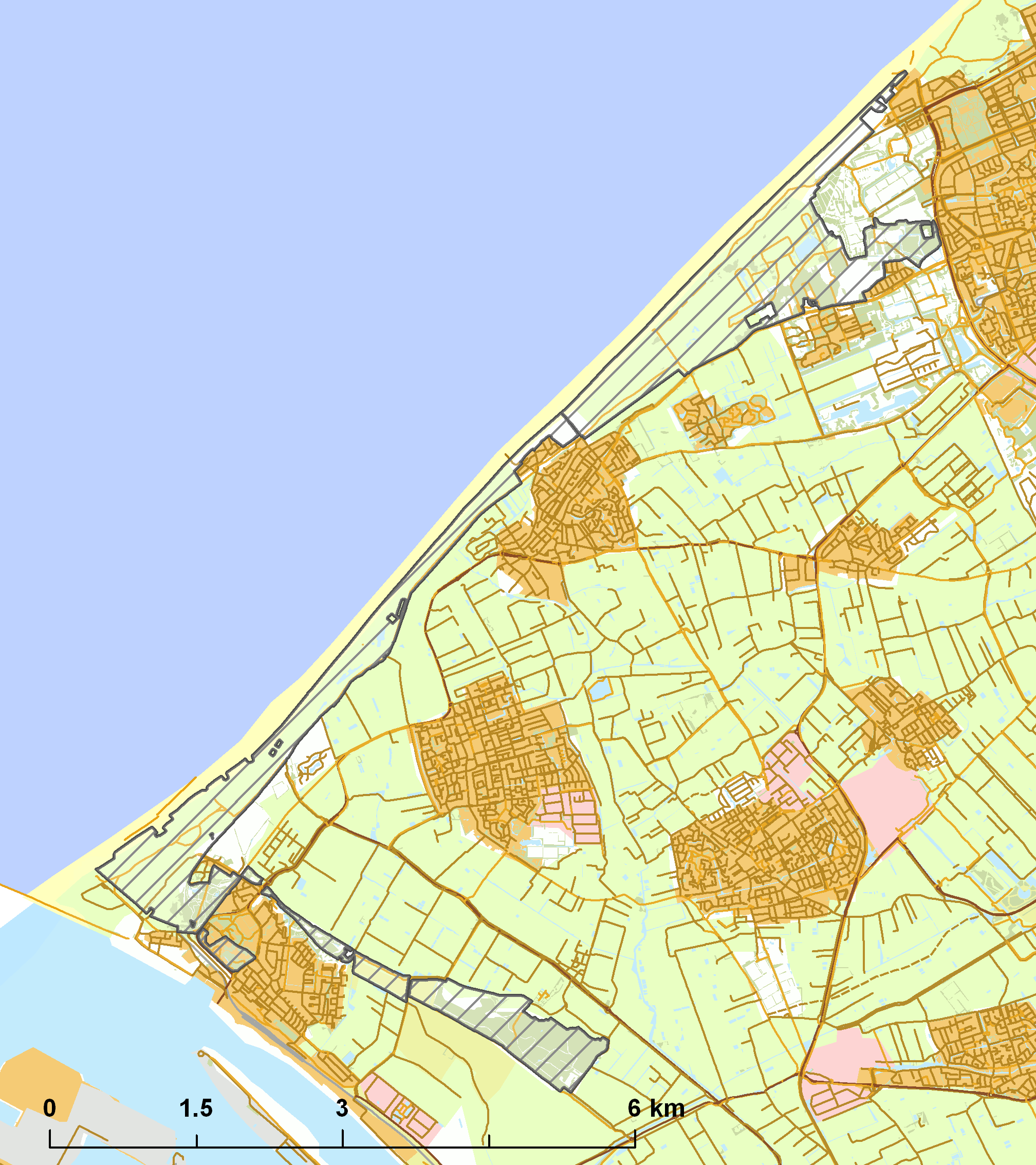
Natura 2000 gebied

Solleveld & Kapittelduinen is een natuurgebied in Nederland dat is aangewezen als Natura 2000-gebied (gebiedsnummer 99). Het bestaat uit het natuurmonument Solleveld tussen Kijkduin en Monster en het natuurmonument Kapittelduinen tussen Monster en Hoek van Holland. Solleveld & Kapittelduinen is 724 ha. groot.
Het tussen Den Haag en Ter Heijde gelegen Solleveld wijkt af van de meeste andere Zuid-Hollandse duingebieden doordat het voor het overgrote deel bestaat uit 'oude duinen'. Bijzonder in deze ontkalkte duinen zijn enkele heideterreintjes, die evenals andere landschapselementen herinneren aan het historische, agrarische gebruik. Het gebied is niet heel reliëfrijk en bestaat uit duinen, duinbossen, graslanden, duinheiden, struwelen, ruigten en plassen. Aan de binnenduinrand liggen een aantal oude landgoedbossen met een rijke stinzeflora. 
Ten noorden van de oude monding van de Maas liggen de Kapittelduinen. Dit gebied bestaat uit de ten oosten van het strand gelegen duinen, vochtige duinvalleien, duinplassen, duin- en landgoedbossen, graslanden, struwelen, ruigten en een aantal dijktrajecten. Het gebied ligt op de overgang van kust naar rivierengebied en meer landinwaarts worden de rivierinvloeden steeds duidelijker zichtbaar in de vegetatie. In het Staelduinse Bos liggen vele bunkers uit de Tweede Wereldoorlog waar  belangrijke vleermuizenpopulaties in overwinteren.